# كايرانو
كايرانو، (بالإنجليزية: Cairano)‏، (اربينو: Cariàne)، هي بلدية في مقاطعة أفيلينو، كامبانيا، إيطاليا.

## السكان
في سنة 1861 بلغ عدد السكان 1٬542 نسمة، وتطور العدد ليصل في سنة 2011 لـ 348 نسمة.
يظهر هذا المخطط البياني تطور النمو السكاني لـ كايرانو